# Mile Cross
Mile Cross – osada w Anglii, w Norfolk, w dystrykcie Norwich.
W 2011 miejscowość liczyła 10 655 mieszkańców.